# Liga a IV-a Botoșani
Liga a IV-a Botoșani (cunoscută sub denumirea Liga a IV-a Givova din motive de sponsorizare) este principala competiție fotbalistică din județul Botoșani, organizată de Asociația Județeană de Fotbal (AJF) Botoșani, situată în al patrulea eșalon al sistemului de ligi al fotbalului românesc.
Competiția este disputată de un număr variabil de echipe, în funcție de numărul echipelor retrogradate din Liga a III-a, al celor promovate din Liga a V-a Botoșani, precum și al echipelor care se retrag sau se înscriu în competiție. Campioana poate sau nu să promoveze în Liga a III-a, în funcție de rezultatul barajului de promovare disputat împotriva campioanei dintr-o serie județeană vecină.

## Istoric
În 1968, în urma noii reorganizări administrative și teritoriale a țării, fiecare județ a înființat propriul campionat de fotbal, integrând echipele din fostele campionate regionale, precum și echipele care evoluau anterior în competițiile orășenești și raionale. Proaspăt înființatul Campionat Județean Botoșani a fost pus sub autoritatea nou-înființatului Consiliu Județean pentru Educație Fizică și Sport (CJEFS) Botoșani.
De atunci, organizarea și structura principalei competiții din Botoșani, la fel ca și cele ale altor campionate județene, au suferit numeroase modificări. Între 1968 și 1992, competiția a fost cunoscută sub denumirea Campionatul Județean. În 1992 a fost redenumită Divizia C – Faza Județeană, din 1997 s-a numit Divizia D, iar din 2006 este cunoscută ca Liga a IV-a.

## Lista campioanelor

### Campionatul Regional Botoșani
| Ed. | Sezon | Campioană              |
| --- | ----- | ---------------------- |
| 1   | 1951  | Flamura Roșie Botoșani |
| 2   | 1952  | Dinamo 3 Dorohoi       |

### Campionatul Județean Botoșani
| Ed.                  | Sezon                | Campioană              |
| Campionatul Județean | Campionatul Județean | Campionatul Județean   |
| -------------------- | -------------------- | ---------------------- |
| 1                    | 1968–69              | Volanul Botoșani       |
| 2                    | 1969–70              | Unirea Săveni          |
| 3                    | 1970–71              | Victoria PTTR Botoșani |
| 4                    | 1971–72              | Unirea Săveni          |
| 5                    | 1972–73              | Constructorul Botoșani |
| 6                    | 1973–74              | Unirea Săveni          |
| 7                    | 1974–75              | Unirea Săveni          |
| 8                    | 1975–76              | Metalul Botoșani       |
| 9                    | 1976–77              | Siretul Bucecea        |
| 10                   | 1977–78              | Unirea Săveni          |
| 11                   | 1978–79              | Electro Botoșani       |
| 12                   | 1979–80              | Electro Botoșani       |
| 13                   | 1980–81              | Unirea Săveni          |
| 14                   | 1981–82              | Sănătatea Darabani     |
| 15                   | 1982–83              | Unirea Săveni          |
| 16                   | 1983–84              | Luceafărul Botoșani    |
| 17                   | 1984–85              | Cristalul Dorohoi      |
| 18                   | 1985–86              | Metalul Botoșani       |
| 19                   | 1986–87              | ASSAI Botoșani         |
| 20                   | 1987–88              | CSM Bucecea            |
| 21                   | 1988–89              | Electro Botoșani       |
| 22                   | 1989–90              | Cristalul Dorohoi      |
| 23                   | 1990–91              | Metalul Botoșani       |
| 24                   | 1991–92              | Agrojim Dângeni        |

| Ed.                        | Sezon                      | Campioană                  |
| Divizia C – Faza Județeană | Divizia C – Faza Județeană | Divizia C – Faza Județeană |
| -------------------------- | -------------------------- | -------------------------- |
| 25                         | 1992–93                    | Cristalul Dorohoi          |
| 26                         | 1993–94                    | CSM Bucecea                |
| 27                         | 1994–95                    | Progresul Bucecea          |
| 28                         | 1995–96                    | Metalul Botoșani           |
| 29                         | 1996–97                    | Metalul Botoșani           |
| Divizia D                  |                            |                            |
| 30                         | 1997–98                    | Unirea Botoșani            |
| 31                         | 1998–99                    | Siretul Bucecea            |
| 32                         | 1999–00                    | FCM Dorohoi                |
| 33                         | 2000–01                    | Prodalcom Vorona           |
| 34                         | 2001–02                    | Prodalcom Vorona           |
| 35                         | 2002–03                    | Lacul Sulița               |
| 36                         | 2003–04                    | ASA Ecologisul Botoșani    |
| 37                         | 2004–05                    | FC Botoșani II             |
| 38                         | 2005–06                    | Ecologistul Botoșani       |
| Liga a IV-a                |                            |                            |
| 39                         | 2006–07                    | Avântul Albești            |
| 40                         | 2007–08                    | Luceafărul Mihai Eminescu  |
| 41                         | 2008–09                    | AS Roma                    |
| 42                         | 2009–10                    | Luceafărul Mihai Eminescu  |
| 43                         | 2010–11                    | FC Botoșani II             |
| 44                         | 2011–12                    | Microbuzul Botoșani        |
| 45                         | 2012–13                    | Luceafărul Mihai Eminescu  |
| 46                         | 2013–14                    | Luceafărul Mihai Eminescu  |

| Ed. | Sezon   | Campioană                 |
| --- | ------- | ------------------------- |
| 47  | 2014–15 | Inter Dorohoi             |
| 48  | 2015–16 | Luceafărul Mihai Eminescu |
| 49  | 2016–17 | Sănătatea Darabani        |
| 50  | 2017–18 | Avântul Albești           |
| 51  | 2018–19 | Viitorul Albești          |
| 52  | 2019–20 | Dante Botoșani            |
| –   | 2020–21 | Nu s-a disputat           |
| 53  | 2021–22 | Sporting Darabani         |
| 54  | 2022–23 | Unirea Curtești           |
| 55  | 2023–24 | Prosport Vârfu Câmpului   |
| 56  | 2024–25 | Unirea Curtești           |

1. ↑  Nu s-a disputat din cauza Pandemiei de COVID-19 din România.

## Sezonul 2011-2012
| Poz | Echipa                       | M  | V  | E | Î  | GM | GP | Puncte |
| --- | ---------------------------- | -- | -- | - | -- | -- | -- | ------ |
| 1.  | AS Microbuzul Botoșani       | 26 | 20 | 3 | 3  | 90 | 24 | 63     |
| 2.  | C.S. AS Roma                 | 26 | 17 | 2 | 7  | 67 | 36 | 53     |
| 3.  | Avântul Albești              | 26 | 15 | 3 | 8  | 44 | 36 | 48     |
| 4.  | CS Luceafărul Mihai Eminescu | 26 | 13 | 6 | 7  | 55 | 29 | 45     |
| 5.  | Sportivul Trușești           | 26 | 12 | 2 | 12 | 59 | 60 | 38     |
| 6.  | ProSport Vf. Câmpului        | 26 | 11 | 4 | 11 | 41 | 54 | 37     |
| 7.  | FC Păltiniș                  | 26 | 9  | 8 | 9  | 53 | 54 | 35     |
| 8.  | Rapid Ungureni               | 26 | 10 | 3 | 13 | 45 | 61 | 33     |
| 9.  | CS Darabani                  | 26 | 8  | 7 | 11 | 48 | 35 | 31     |
| 10. | Flacăra 1907 Flămânzi        | 26 | 9  | 4 | 13 | 47 | 58 | 31     |
| 11. | Bucovina Rogojești           | 26 | 9  | 4 | 13 | 45 | 55 | 31     |
| 12. | AS 2000 Bucecea              | 26 | 9  | 2 | 15 | 46 | 59 | 29     |
| 13. | Voința Șendriceni            | 26 | 7  | 5 | 14 | 42 | 70 | 26     |
| 14. | Nord Star Pomârla            | 26 | 6  | 1 | 19 | 24 | 75 | 19     |

| Baraj Promovare    | M = Meciuri Jucate | Î = Înfrângeri                        |
| Baraj retrogradare | V = Victorii       | GM/GP = Goluri marcate/Goluri primite |
| Retrogradare       | E = Egaluri        | Pct = Puncte                          |